# Toilet

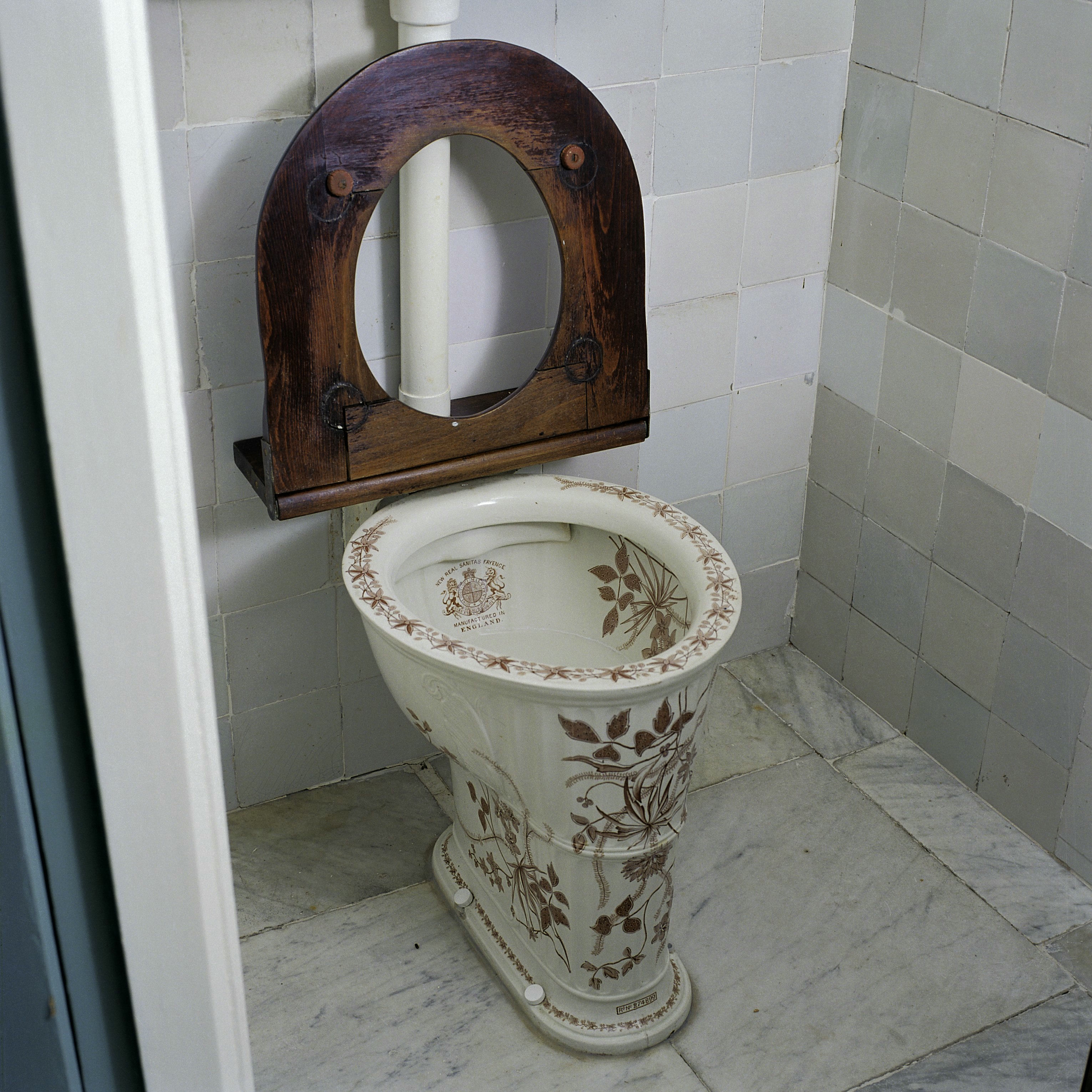
Rijk gedecoreerde porseleinen toiletpot
(19e eeuw), Huis De Trompenburgh

Een toilet of wc is een onderdeel van het sanitair dat is bedoeld voor het opvangen en wegspoelen van urine en ontlasting. Het woord toilet wordt zowel gebruikt voor het sanitair zelf als voor een afgesloten ruimte waarin enkel dit sanitair staat.
Het woord toilet is afkomstig van het Franse toilette: “doekje”. Het gedeeltelijke synoniem wc is de afkorting van het Engelse water closet, wat letterlijk "waterkast" betekent.

## Gebruik
Een modern westers toilet bestaat standaard uit een zogenaamde toiletpot, meestal gemaakt van keramiek, soms ook van roestvast staal, die is voorzien van een wc-bril. De wc-bril dient als een comfortabel oppervlak om op te zitten, gedimensioneerd voor de menselijke anatomie. Mannen en vrouwen gaan op een toilet zitten om zich te ontlasten.
Vrouwen zitten ook voor het plassen op een toiletpot, of zij blijven er, enigszins gehurkt, vlak boven hangen als ze uit oogpunt van hygiëne geen contact willen maken met de wc-bril. In openbare gebouwen kunnen mannen meestal kiezen uit een urinoir of een toiletpot. Een urinoir wordt door mannen staand gebruikt. Een toiletpot kan door mannen zowel zittend als staand worden gebruikt. Vanuit een anatomisch of medisch oogpunt kan de een of de andere houding de voorkeur hebben. Vanuit een hygiënisch oogpunt heeft zittend plassen de voorkeur.

## Soorten toiletten
Al naargelang hun constructie kunnen closets worden ingedeeld in droog- en waterclosets. De droogclosets worden toegepast op plaatsen waar geen waterleiding voor spoeling voorhanden is, of waar het riool ontbreekt waarop een watercloset kan worden aangesloten. Bij closetpotten met waterspoeling onderscheidt men twee uitvoeringen: de vlakspoelclosetpot en de trechtervormige diepspoelclosetpot. Bij het eerste type blijven de urine, ontlasting en het gebruikte toiletpapier op een soort plateau midden in de pot liggen totdat de waterspoeling in werking gesteld wordt ('doortrekken') en de inhoud wordt afgevoerd naar het riool waarop het toilet is aangesloten. Bij het tweede type toilet worden de stoffen direct in het water onder in de pot gedeponeerd. Beide systemen hebben voor- en nadelen. Bij het diepspoelcloset is er minder kans dat geuren blijven hangen of dat uitwerpselen en/of gebruikt toiletpapier in de pot achterblijven bij het spoelen. Bij het vlakspoelcloset kunnen de uitwerpselen desgewenst beter worden onderzocht op eventuele medisch relevante afwijkingen en is er geen risico van opspattend water voor de zittende gebruiker.
Bij een chemisch toilet komen de gedeponeerde producten daarentegen niet in een aangesloten rioolsysteem terecht, maar worden ze opgevangen in een speciale bak.
Een toilet dat zich in het openbaar bevindt in plaats van in een afgesloten ruimte, heet een openbaar toilet. Bij openbare en uitgebreidere toiletten is vaak ook een toiletjuffrouw aanwezig, aan wie men betaalt om van het toilet gebruik te mogen maken.
Bij uitgebreidere toiletfaciliteiten, zoals openbare toiletten en toiletten in kantoren, zijn er vaak gescheiden afdelingen voor mannen en vrouwen. Vooral voor mannen zijn er naast potten ook urinoirs. Een uniseks-toilet kan daarentegen door mensen van beide geslachten worden gebruikt.

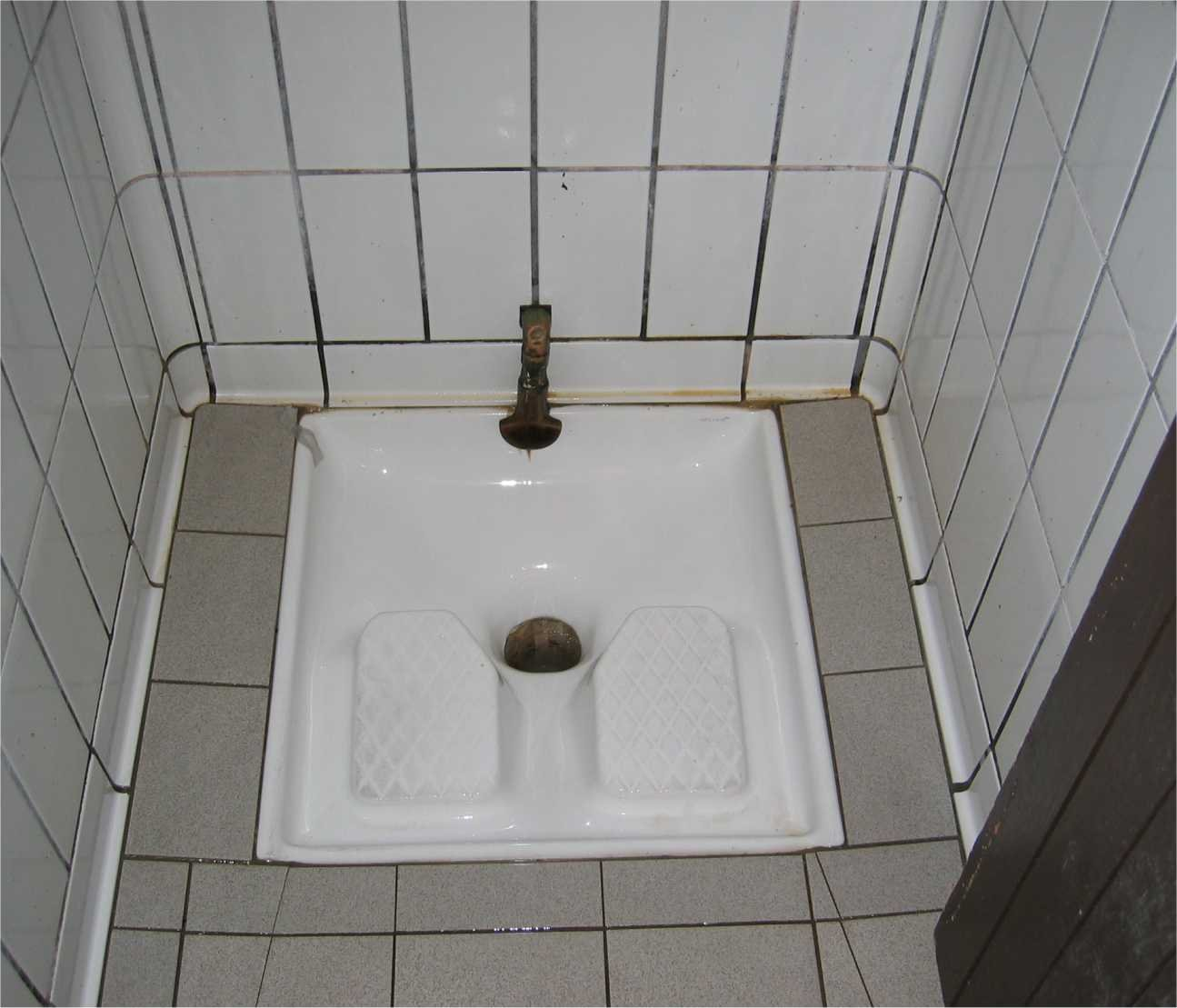
Frans hurktoilet

Een hurktoilet heeft geen pot en bestaat voornamelijk uit een gat in de vloer, waarboven de toiletganger moet hurken.
Het nonolet is een toilet dat helemaal geen water nodig heeft, omdat niets wordt weggespoeld.
Een gehandicaptentoilet (ruimte) kenmerkt zich door meer ruimte en een voorziening waarmee een gebruiker een hulpverlener kan oproepen.

## Geschiedenis

### Minoïsche beschaving
De oudste toiletten dateren waarschijnlijk uit de Minoïsche beschaving. In paleizen van de Minoërs zijn resten van rioleringen en toiletten teruggevonden, maar nadere kennis hierover ontbreekt. Het duurde tot de Romeinse tijd voordat er weer een soortgelijk systeem grootschalig werd gebruikt.

### Grieken
Bij de Grieken kon men al een toilet terugvinden met een buizensysteem van klei. De gebruiker moest dan op een houten bril gaan zitten, waaronder een pot van aardewerk bevestigd was.

### Romeinen
In de tijd van de Romeinen werden er al 'kleinste kamertjes' op een continu spoelend rioolsysteem aangesloten. Deze kan men de eerste toiletten noemen. Het gewone volk ('plebs') moest de behoefte doen in een emmer.
In deze tijd ontstonden de eerste openbare toiletten. Hier ligt de oorsprong van een spreekwoord dat wij nu nog steeds kennen. Keizer Nero had ooit urinebelasting opgelegd aan eigenaren van openbare toiletten, die de urine aan wasserijen en volders verkochten. Keizer Vespasianus herintroduceerde deze urinebelasting. Toen zijn zoon Titus bezwaar maakte tegen deze belasting, liet hij hem ruiken aan een munt. Titus moest toegeven dat hij niets rook. Hierop antwoordde Vespasianus: Pecunia non olet (geld stinkt niet).
Het zitvlak werd schoongemaakt via de onderste opening in de stenen zitting. Hierdoor werd een spons op een stok gestoken. De spons werd vochtig gemaakt in de goot die voor de toiletten stroomde.

### Middeleeuwen

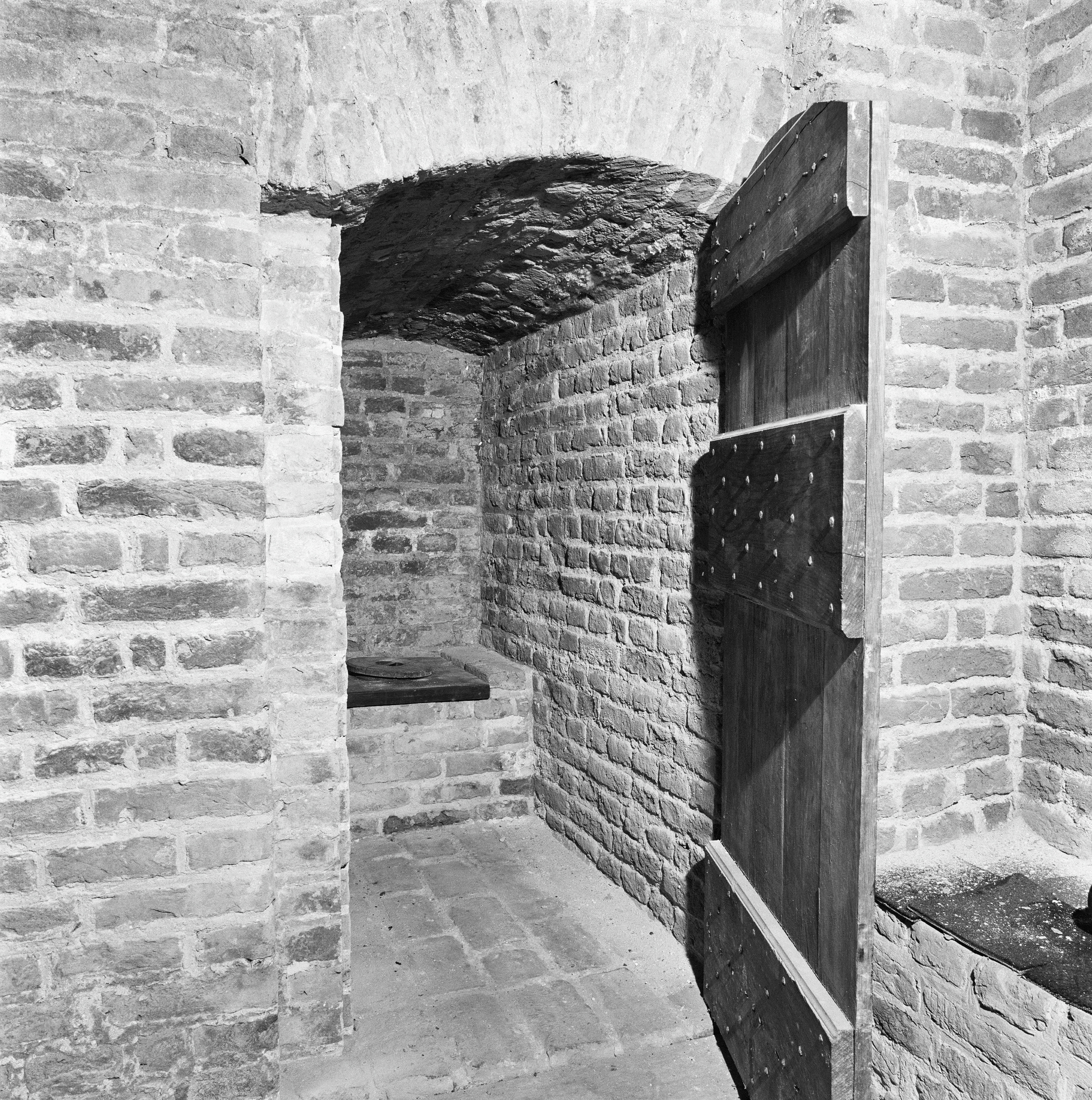
Het gemak ofwel 'privaat' in de toren van de Grote of Lebuinuskerk te Deventer

In de middeleeuwen was het in kastelen de gewoonte om de behoeften te doen in het gemak, een aan de buitenmuur van een kasteel bevestigd kamertje. Van een spoelsysteem was er geen sprake. De uitwerpselen kwamen dan (net als al het andere afval) in een slotgracht of in een ravijn terecht. Aangezien het water uit een slotgracht meestal als drinkwater werd gebruikt, werden op deze manier verschillende ziekten verspreid.
Buiten de kastelen werd een toiletgelegenheid meestal buitenshuis geplaatst in een huisje dat boven een beerput of boven een sloot stond. In stedelijke gebieden hadden welgestelde bewoners met een buitenplaats of tuin ruimte voor een beerput die zo nu en dan geleegd werd. In de armere wijken kende men het opvangen van ontlasting in een emmer en het periodiek legen hiervan in een strontkar.

### Ancien régime
In de renaissance verschenen de eerste gemakstoelen of kakstoelen. Dat waren gewoon stoelen met een gat erin, waar dan een emmer onder geplaatst kon worden. Deze stoel werd niet alleen in de slaapkamer, maar ook in woonkamers gezet. Toen was er blijkbaar minder behoefte aan privacy bij het doen van de behoeften. Lodewijk XIV ging bijvoorbeeld gewoon door met zijn gesprekken tijdens het doen van zijn behoefte.
 De meeste potten werden uitgevoerd in aardewerk of porselein, ze hadden een handvat. Als de spijsvertering was voltooid, werden de uitwerpselen afgedekt met een doek en verwijderd. Bij zieke patiënten werden de urine en uitwerpselen eerst nagekeken door de chirurgijn. De andere, armere mensen moesten zich maar behelpen met wat de natuur bood. In het Kasteel van Versailles is nooit één toilet gebouwd, terwijl er duizenden hovelingen vertoefden, in hun eigen stank. Parfums en andere trucjes zoals handschoenen waren dus onontbeerlijk.
Uit deze tijd stamt ook het herontdekken van de latrines, een houten of stenen plank met een gat erin, boven op een goot of sloot. Het was zelfs niet ongebruikelijk dat er in zo'n plank meerdere gaten waren, zodat, zoals de Romeinen in de oudheid, meerdere personen tegelijk, en naast elkaar, hun behoefte konden doen.
Naast elkaar hun behoefte doen was bijvoorbeeld ook gebruikelijk op de USS Tarawa (1945), een Amerikaans vliegdekschip. Een lange smalle wit geëmailleerde bak van pakweg 4 meter, met haaks daarop paren van tegenover elkaar liggende plankjes met halve maan uitsparingen en op de kop een pijp met continu ruim stromend water die de ontlasting wegspoelde. In 1957 in Nederland te bewonderen toen het schip op bezoek was in Rotterdam.

### 21e eeuw
Aan het begin van de 21e eeuw was het gebruik van een toilet nog altijd niet universeel. Volgens een rapport van de Wereldgezondheidsorganisatie (WHO) uit 2014 had een half miljard mensen in India geen toegang tot een toilet, waardoor ze waren genoodzaakt hun behoefte in de open natuur te doen "zonder waardigheid of privacy". Ook openbare gebouwen zoals scholen werden zonder enige toiletgelegenheid gebouwd en de scholieren werden naar de straatgoot verwezen die al dan niet geregeld werd schoongeveegd.

## Modern toilet
Wie de uitvinder is van het moderne toilet is niet duidelijk. Het kleppenspoelsysteem zou uitgevonden zijn door John Harington, een hoveling van koningin Elizabeth van Engeland. Hij publiceerde in de 16e eeuw een pamflet met de instructies voor zo'n kleppensysteem, dat hij Ajax (naar het Engelse jakes, toentertijd in Engeland een ander woord voor toilet) genoemd had. In de 18e eeuw zou George Jennings de mechanismen in de loodgieterij geperfectioneerd hebben. In 1775 patenteerde Alexander Cumming een systeem om door te trekken. Dan is er nog de engelse loodgieter Thomas Crapper, die rond 1880 het afvoersysteem verbeterd heeft met een combinatie van kleppen en een sifon, zoals dat in ons modern toilet terug te vinden is.

### Techniek

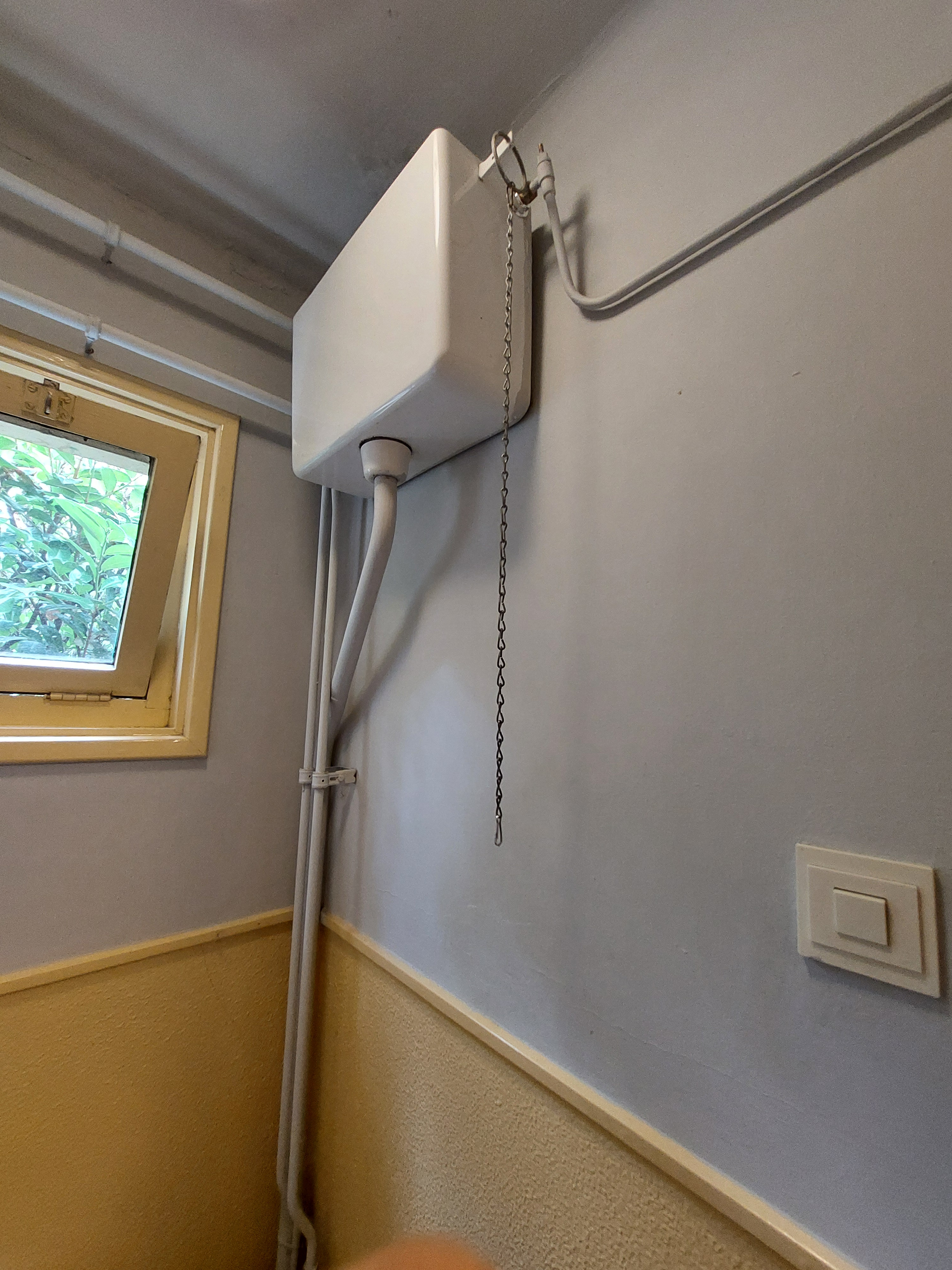
Hooggeplaatst waterreservoir met valpijp in een restaurant in Doorn, 2024

Voor het reinigen van de toiletpot zorgt een op de waterleiding aangesloten spoelinrichting. Dit kan door middel van een rechtstreeks op de toiletpot aangesloten spoelkraan, of door tussenplaatsing van een waterreservoir dat middels een valpijp (verticale buis) is aangesloten op de pot. 
Spoelkranen worden veel toegepast in openbare gelegenheden. Het gebruik ervan biedt het voordeel dat een zeer effectieve spoeling wordt verkregen in een kort tijdsbestek, en dat onmiddellijk na het spoelen de installatie weer voor gebruik gereed is. Nadelen van dit systeem zijn: het geruis dat tijdens het doorspoelen ontstaat door water dat met grote snelheid door de kraan stroomt, en de benodigde grote leidingdiameter in verband met drukverliezen. Toepassing van een waterreservoir, meestal stortbak genoemd, kent deze nadelen niet, omdat zich hierin het benodigde water voor het doorspoelen op voorraad bevindt. Vullen gebeurt via een vlotterkraan door een niet al te dikke leiding. Stortbakken kunnen hoog- en laaghangend zijn aangebracht. 
Een hooggeplaatste stortbak is ongeveer twee meter boven de vloer aan de muur bevestigd en wordt  bediend met behulp van een koord of ketting, waaraan getrokken wordt na gebruik van het toilet. Laaggeplaatste stortbakken zijn aan de muur dicht boven de closetpot geplaatst, met een korte valpijp. Ze kunnen echter ook rechtstreeks, zonder valpijp, op de closetpot zijn gemonteerd, in dat geval spreekt men over een duoblok. Een losse spoelbak wordt een jachtbak genoemd.
Bij toepassing van een stortbak gebeurt het in gang zetten van de spoeling (doortrekken), al naargelang het type, door het trekken aan een ketting of touw, dan wel door het drukken op een knop, of ook wel door het bovenste deel van de valpijp naar beneden te bewegen. Het op gang brengen van de waterstroom wordt "doortrekken" genoemd, omdat dit de werkwijze was bij de hooggeplaatste stortbakken. Deze term wordt in de jaren 2020 nog steeds gebruikt, ook bij laaggeplaatste stortbakken die met een knop bediend worden. 
Het afvalwater gaat verder door het riool naar een rioolwaterzuiveringsinstallatie, een waterslot (sifon) voorkomt stank vanuit het riool. Na de spoeling zorgt een constructie in de stortbak ervoor dat het water niet verder wegstroomt door valpijp. Het water in de stortbak wordt aangevuld via een vlotterkraan die bij een laag waterniveau automatisch opengaat, en bij een hoog niveau weer dicht.
Voor de bevestiging van de closetpot op de vloer zijn in het voetstuk van de pot twee of vier schroefgaten aangebracht. Voor het vastzetten gebruikt men vernikkelde of verchroomd-messing schroeven met onderlegplaatjes. Wat de uitlaten van de closetpotten betreft, zo bestaat daarin ook nog verschil. Men heeft ze met binnenbocht, waarbij de uitlaat geheel binnen de voet van de pot ligt en met buitenbocht, waarbij de uitlaat zichtbaar is en buiten het voetstuk valt. Moderne toiletpotten kunnen vrijhangend zijn, ze rusten dus niet op de vloer, maar hangen aan de wand. Hierdoor zijn de vloer en buitenkant eenvoudig te reinigen. De spoelinrichting kan achter het wandoppervlak worden weggewerkt.
Een versie van een toilet is het composttoilet. Die gebruikt geen of weinig spoelwater.

### Attributen
Bij een modern toilet zijn meestal een aantal attributen aanwezig, zoals: een toiletborstel, een toiletrolhouder en vaak ook een kleine wasbak met handzeep en een handdoekje. Soms is er luchtverfrisser aanwezig, bijvoorbeeld als spuitbus of een toiletblok dat zowel een parfum als een schoonmaakmiddel bevat en in de pot gehangen kan worden.
Een toilet kan zich in de badkamer bevinden. Amerikanen zeggen soms eufemistisch "bathroom" als ze het toilet bedoelen, waarbij men veronderstelt dat het dezelfde kamer is.

### Ontwikkelingen
Met de komst van elektronica zijn er nieuwe ontwikkelingen in de 'toiletindustrie' op te merken. Om het comfort te verhogen hebben sommige toiletten de mogelijkheid om als bidet (achterwerk-douche) te functioneren. Een pulserende straal reinigt het onderlichaam en voor vrouwen is er een vaginale douche. Een föhn (een straal warme lucht) maakt alles weer droog.
Voorloper in deze ontwikkelingen is Japan, waar het toilet in een razend tempo doorontwikkeld wordt. Toiletten in Japan beschikken over extra technische functionaliteiten. Zoals een verwarmingsfunctie voor de wc-bril, een functie voor het automatisch schoonmaken van de bril, sommige zijn uitgerust met muziek en zelfs een massagefunctie.
Nieuwe ontwikkelingen spelen ook in op de behoefte het toilet zo net mogelijk te houden, vooral restaurants maken gebruik van een automatische toiletbrilreiniger. Dit systeem reinigt de bril telkens nadat er gespoeld wordt, zo blijft de hygiëne gegarandeerd zonder 'dure' poetsvrouw. De reiniging gebeurt door een uitklappende arm aan de spoelbak die de bril schoonmaakt terwijl deze ronddraait.
In veel vervoermiddelen, zoals vliegtuigen en treinen, treft men vacuümtoiletten aan die afgevoerd worden op een riool. Deze techniek wordt ook steeds vaker toegepast in gebouwen in verband met de grote waterbesparing.

## Varia
- In juni 2007 werd het grootste toiletgebouw ter wereld gebouwd in Chongqing (China). Het is een drie verdiepingen en 3000 m² tellende gratis toegankelijke publieke toiletruimte in Egyptische stijl met meer dan 1000 toiletten en urinoirs.
- In sommige Nederlandse huishoudens bestaat de gewoonte om de verjaardagskalender in de toiletruimte op te hangen.[10]

## Video
- Wat gebeurt er allemaal als je je wc doortrekt - Universiteit van Nederland

## Afbeeldingen

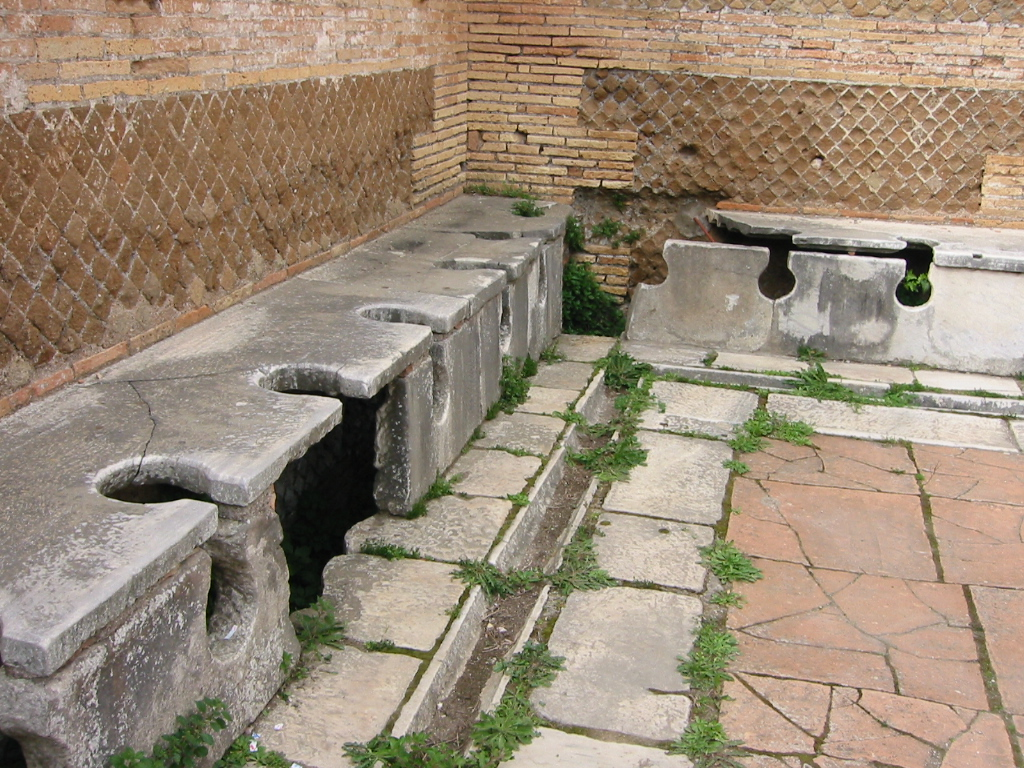
Oud-Romeins openbaar toilet in Ostia Antica
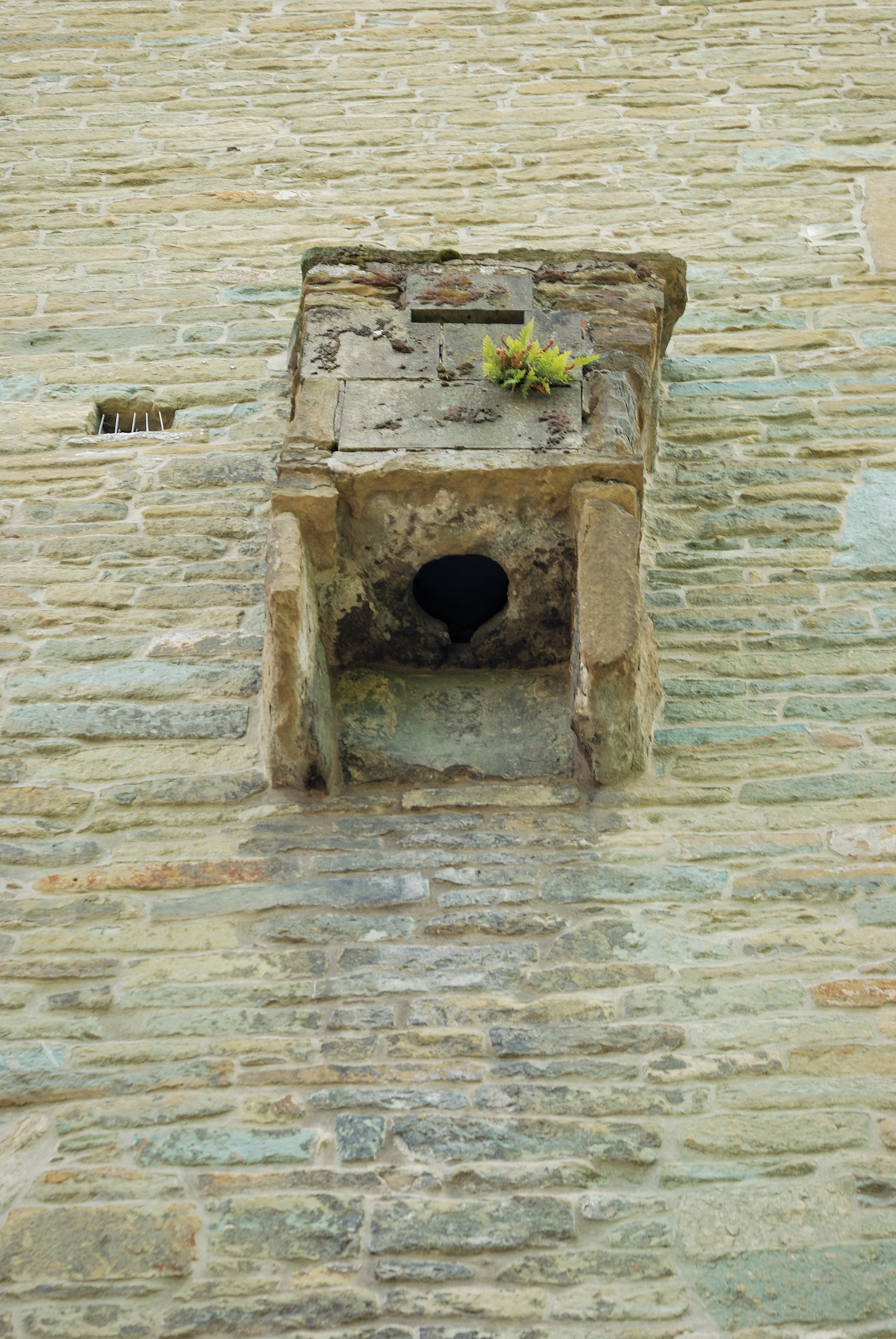
Een gemak aan de stadsmuur van de Duitse stad Soest
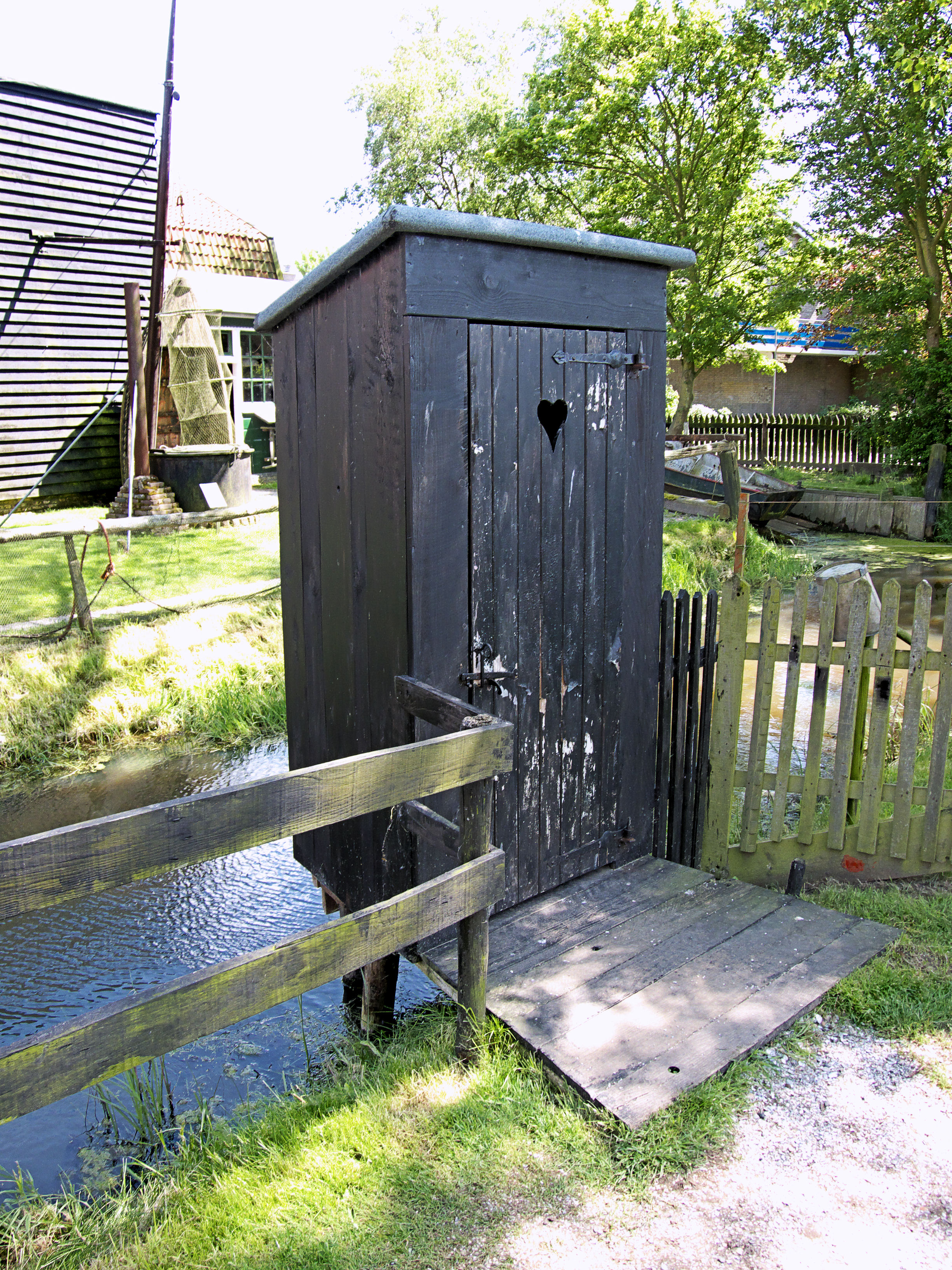
Secreet (toilet-huisje) boven de sloot
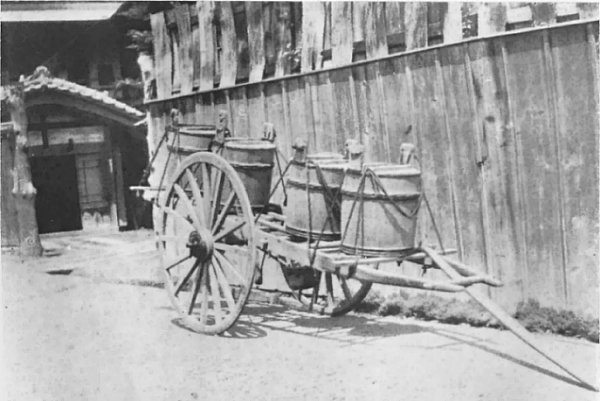
Vroeger werd ook in Japan de inhoud van toiletpotten verzameld voor bemesting
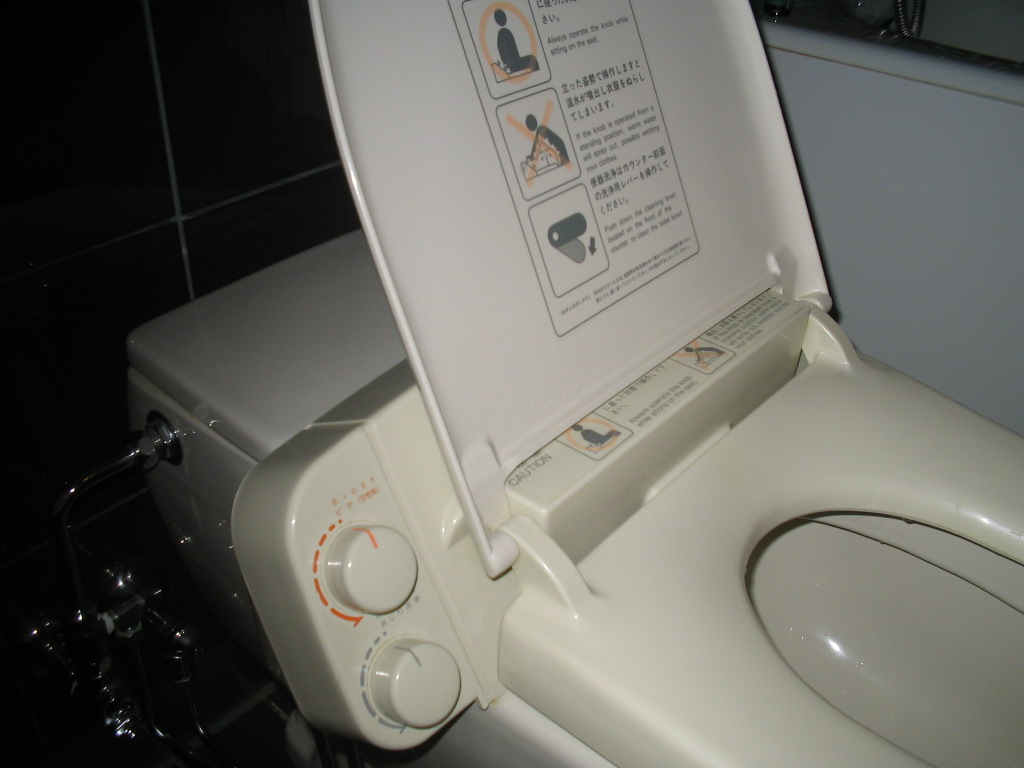
Een douchetoilet (toilet met ingebouwde bidetfunctie) in een hotel in Japan
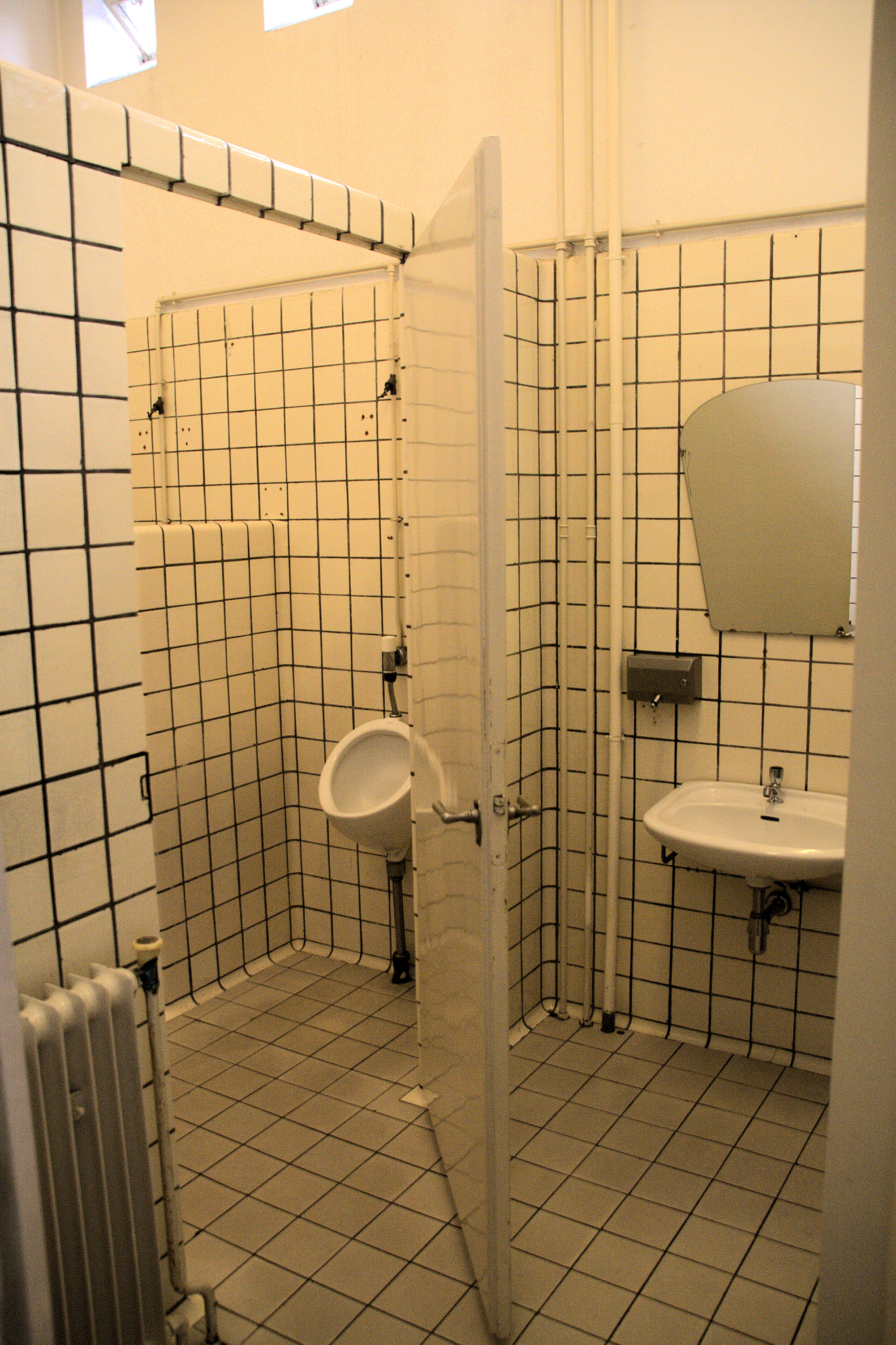
Herentoilet in het Museum Boijmans Van Beuningen
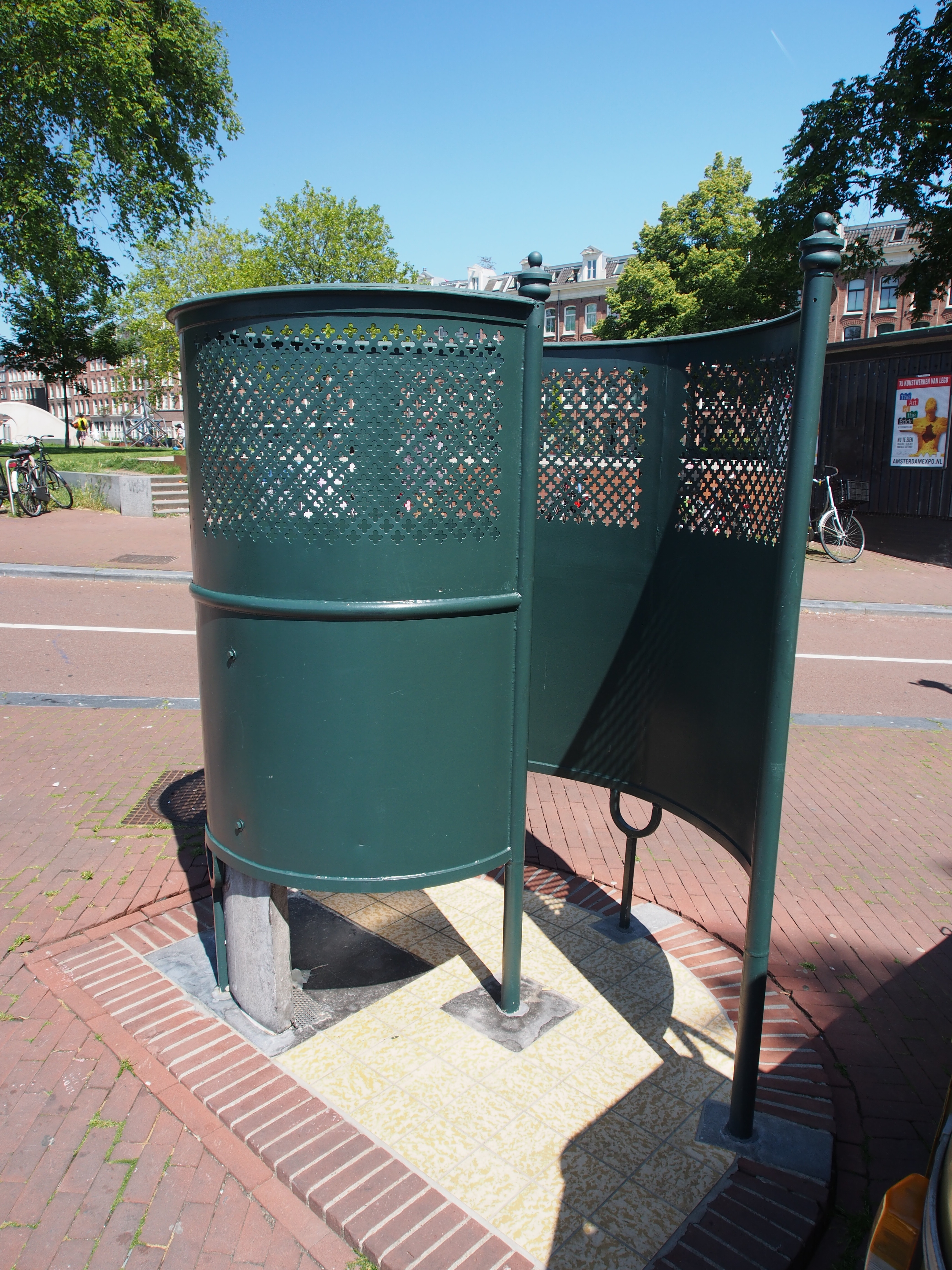
Een "krul" in Amsterdam
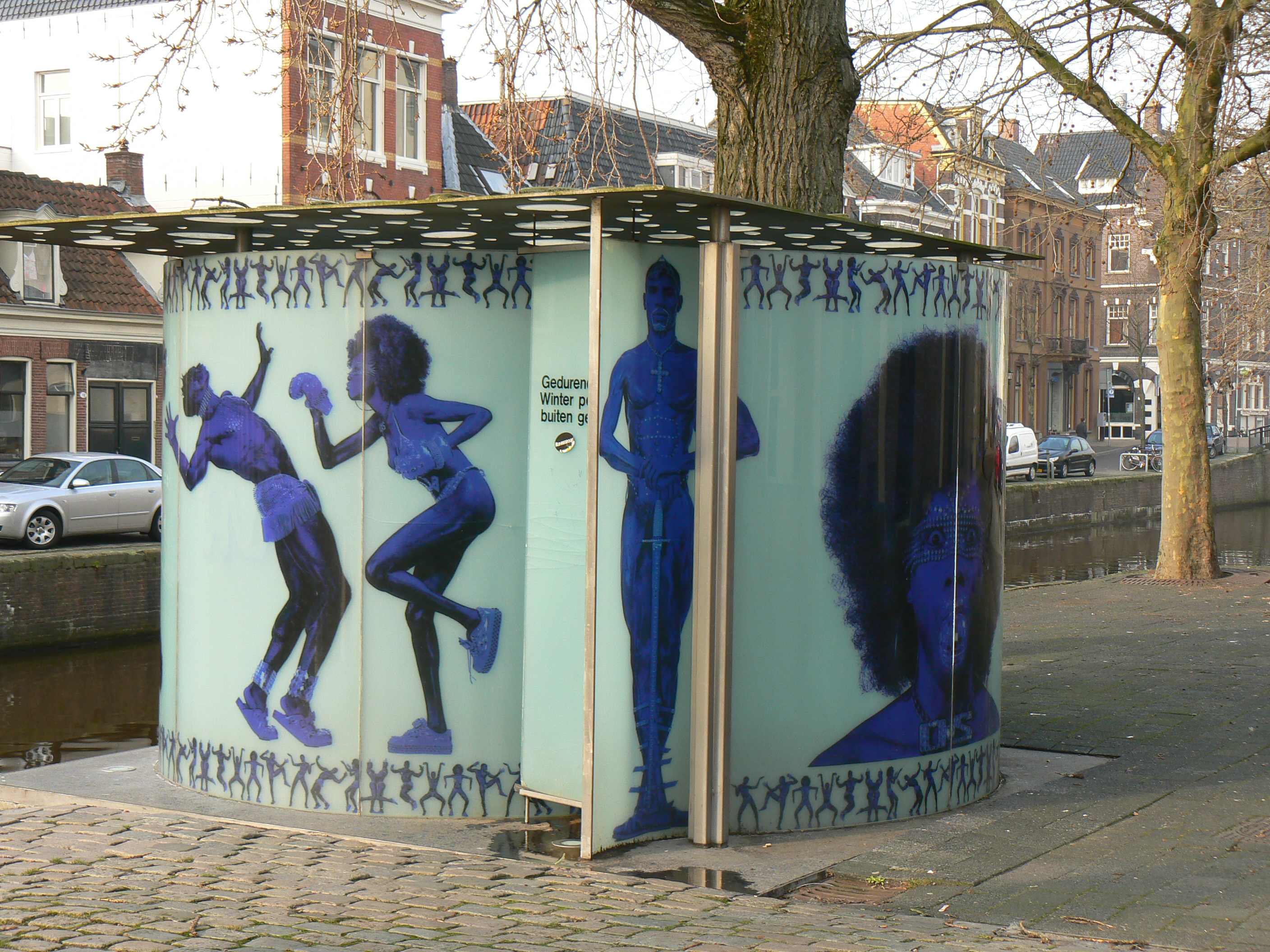
Openbaar toilet door Rem Koolhaas (OMA) en Erwin Olaf in Groningen
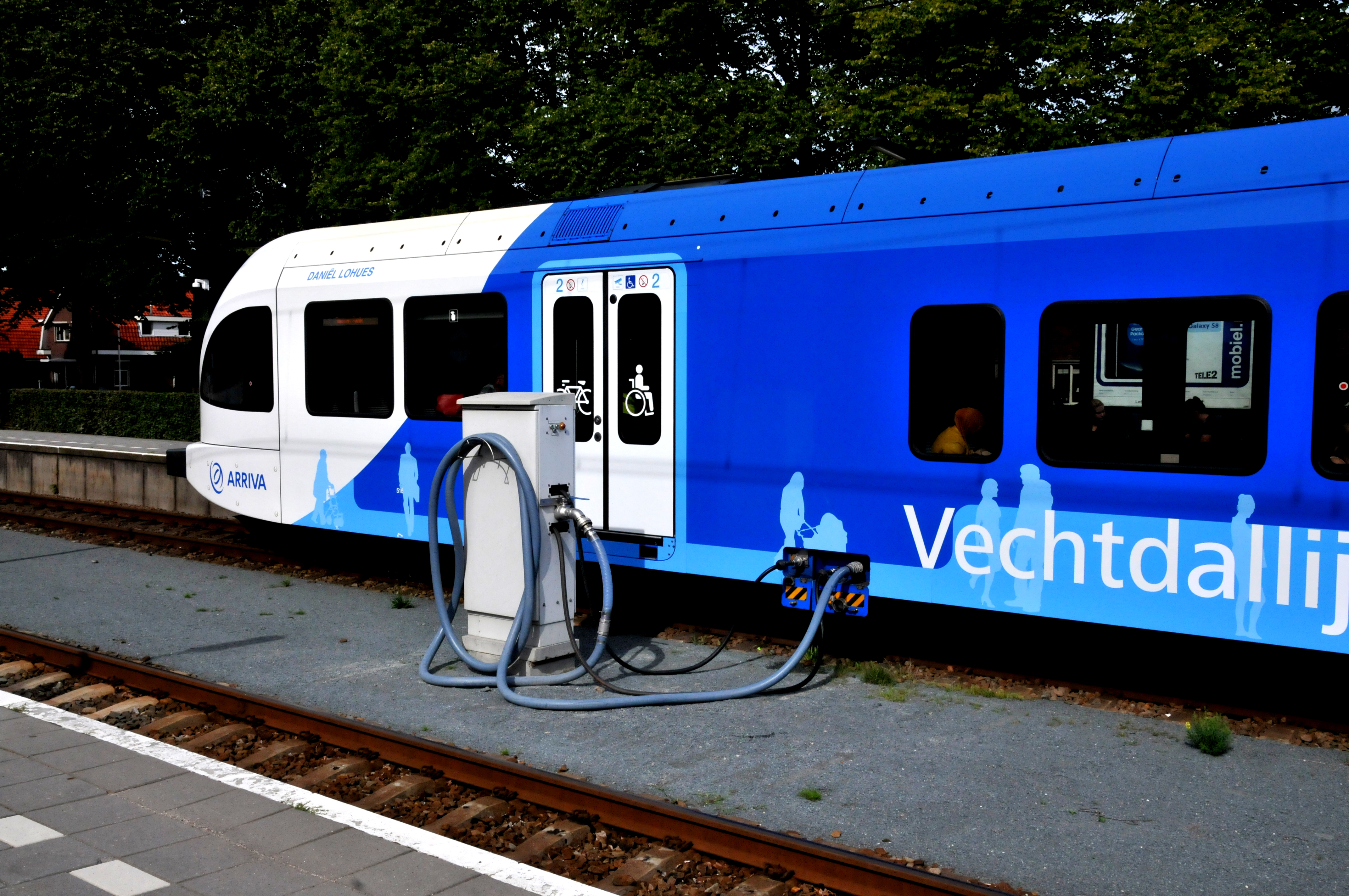
Toiletafvoerinrichting van Arriva-treinstel
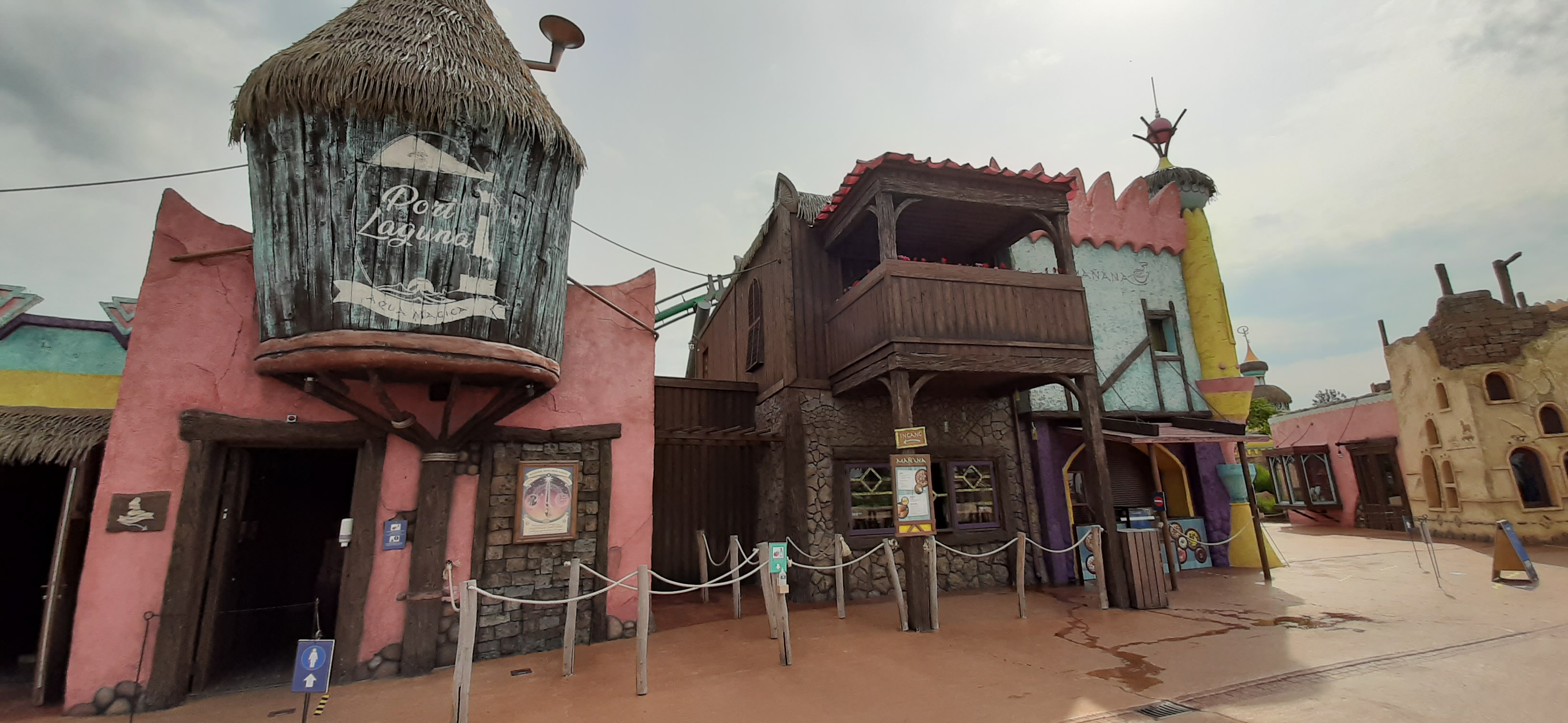
Gedecoreerd toiletgebouw in Attractiepark Toverland